# حقوق پخش جام ملت‌های اروپا ۲۰۰۸

## فهرست پخش کنندگان بر اساس کشور
. 
پخش‌کنندگانی که در ادامه می‌آیند، حقوق پخش جام ملت‌های اروپا ۲۰۰۸ را تا 16 ژانویهٔ 2008 خریداری کرده‌اند.

### یوفا
- آلبانی - کانال برتر / دیجیت-آلب
- آندورا - آر تی وی آ
- ارمنستان - تلویزیون آرم
- اتریش - او آر اف
- جمهوری آذربایجان - تلویزیون لایدر
- بلاروس - او ان تی
- بلژیک - وی تی 4[۲] / آر تی بی اف
- بوسنی و هرزگوین - بی اچ آر تی
- بلغارستان - دیه‌ما
- کرواسی - اچ آر تی
- قبرس - پلاس تی‌وی / ال تی وی
- جمهوری چک - تی‌وی پرایما
- دانمارک - شبکهٔ 2 / شبکهٔ 2 زولو
- استونی - ای تی وی
- فنلاند - وای ال ای / ام تی وی 3
- فرانسه - تی اف 1 / ام6
- گرجستان - روستاوی 2
- آلمان - آ آر دی / زد دی اف
- یونان - ای آر تی
- مجارستان - ام تی وی / ورزش 1
- ایسلند - آر یو وی
- جمهوری ایرلند - آر تی ای
- اسرائیل - چارلتون (ورزش 1/ورزش 2) / کانال 10 (اسراییل)
- ایتالیا - آر آ آی
- قزاقستان - خبر (قزاقستان)
- لتونی - ال تی وی 7
- لیتوانی - ال آر تی
- لوکزامبورگ - آر تی ال
- مقدونیه شمالی - آلسات ام
- مالت - تی وی ام / یک / نت تی وی / اسمش / ملیتا اسپرتس
- مولداوی - پرایم تی‌وی
- مونته‌نگرو - تی وی این
- هلند - ان او اس
- نروژ - شبکه 2 / کانال دیجیتال (تله‌نور)
- لهستان - پول‌ست (27 مسابقه) / پول‌ست اسپرت اکسترا (27 مسابقه) / پول‌ست اسپرت (4 مسابقه)
- پرتغال - تی وی آی / شبکه ورزش (پرتغال)
- رومانی - تی وی آر
- روسیه - کانال یک (16 مسابقه) و کانال تلویزیونی روسیه (15 مسابقه) / ان‌تی‌وی+ (همهٔ مسابقات)
- سان مارینو - اس‌ام‌آرتی‌وی
- صربستان - آر تی اس
- اسلواکی - اس تی وی
- اسلوونی - شبکهٔ 3
- اسپانیا - کاترو (یک مسابقه در روز) / کانال+ (همهٔ مسابقات)[۳]
- سوئد - شبکهٔ 4 / ورزش شبکهٔ 4 [۴]
- سوئیس - اس‌آرجی اس‌اس‌آر آیدی سوئیس
- ترکیه - ای‌تی‌وی / دیجی‌ترک
- اوکراین - پاورخنوست
- انگلستان ( انگلستان,  اسکاتلند,  ایرلند شمالی,  ولز) - بی‌بی‌سی / آی‌تی‌وی
- لیختن‌اشتاین - هیچ پخش‌کننده‌ای ندارد؛ بینندگانش می‌توانند از طریق شبکه‌های تلویزیونی سوئیس و اتریش شاهد مسابقات باشند.